# Dragana Cvijić
Pour les articles homonymes, voir Cvijić.
Dragana Cvijić, née le 15 mars 1990 à Belgrade, est une joueuse internationale serbe de handball, évoluant au poste de pivot.

## Palmarès

### En club
compétitions internationales
- vainqueur de la Ligue des champions en 2012 et 2015 (avec ŽRK Budućnost Podgorica)

compétitions nationales
- vainqueur du Championnat de Slovénie en 2010 et 2011
- vainqueur de la Coupe de Slovénie en 2010 et 2011
- vainqueur du Championnat du Monténégro en 2012, 2013, 2014, 2015, 2016 et 2017
- vainqueur de la Coupe du Monténégro en 2012, 2013, 2014, 2015, 2016 et 2017
- vainqueur du Championnat de Macédoine du Nord en 2018
- vainqueur de la Coupe de Macédoine du Nord en 2018

### En sélection
Championnats du monde
- Médaille d'argent au Championnat du monde 2013
- 9e place au Championnat du monde 2017
- 6e place au Championnat du monde 2019

Championnats d'Europe
- 15e place au Championnat d'Europe 2014
- 11e place au Championnat d'Europe 2018

Autres
- Médaille d'or aux Jeux méditerranéens de 2013
- Médaille d'argent au championnat du monde jeunes en 2008[1]

### Distinctions individuelles
- élue meilleure pivot du championnat du monde 2013[2]
- élue meilleure pivot de la Ligue des champions 2018[3]
- élue meilleure pivot du championnat du monde jeunes 2008[4]